# Tanjung Berugo
Tanjung Berugo is een bestuurslaag in het regentschap Merangin van de provincie Jambi, Indonesië. Tanjung Berugo telt 1096 inwoners (volkstelling 2010).